# Ramón Outerello
Ramón Outerelo (Pontevedra, 1861 - Santa Cruz, 1921), a veces también escrito Outerello o Otorello, fue un dirigente obrero anarquista durante las huelgas rurales de la Patagonia, que fue asesinado por el ejército argentino en el interior de Santa Cruz.
Outerelo era natural de Galicia. Era apodado "Coronel" o "Gallego". Era el dirigente obrero de Puerto Santa Cruz.
Allí Antonio Soto el líder de la huelga, se entrevistó con Outerello, para comunicarle que la Sociedad Obrera de Puerto Santa Cruz había tomado una decisión acerca del nuevo pliego para los trabajadores. Durante la huelga general de 1921, Outerello fue el coordinador entras columnas de la parte sur y la parte norte de la Provincia de Santa Cruz. También coordinó junto con Albino Argüelles las acciones en la zona central del territorio.
Outerelo y su gente habían ocupado el pueblo de Paso Ibáñez (hoy Comandante Luis Piedra Buena) el 16 de noviembre de 1921 con unos 400 huelguistas. Con la llegada de las tropas del teniente coronel Héctor Benigno Varela, Outerelo huye hacia el paraje Cañadón León (hoy Gobernador Gregores) en busca de los grupos de Puerto San Julián; concentrándose en la estancia Bella Vista. En dicha estancia es donde este dirigente fue finalmente fusilado por las tropas de Varela.

## Legado
Fue interpretado por el actor Osvaldo Terranova en la película de 1974 La Patagonia Rebelde.
En 2008 se inauguró en la localidad de Puerto Santa Cruz un monumento en memoria de Ramón Outerelo, obra de la escultora Ruth Viegener.